# 런던 지하철 노선도
런던 지하철 노선도(영어: Tube map 튜브 맵[*])는 런던의 지하철을 필두로 한 대중교통의 각 노선과 역, 운행정보를 표시한 도식 노선도이다. 노선도의 기반은 런던 지하철이고 이름도 이쪽에서 따왔으나, 도클랜즈 경전철과 런던 오버그라운드도 노선도에 들어가 있다. 신버전 노선도에는 에미레이트 에어라인 케이블카가 들어가 있으며 가끔씩 런던 트램링크가 포함되기도 한다. 오늘날 사용되는 런던 지하철 노선도는 1931년 해리 벡이 처음으로 디자인한 것이다.
런던 지하철 노선도는 도식 약도이므로 지리적인 위치보다는 역의 상대적인 위치, 노선, 역들 간의 연결 관계, 요금 영역 범위를 보여준다. 노선도의 기본 디자인 컨셉은 전세계 각지의 지하철 체계 노선도, 다른 종류의 대중교통 체계 노선도와 심지어는 개념 도식에도 적용되기도 했다.

## 역사

### 초창기
초창기 런던 지하철 체계는 독립 민영사들이 여럿 모인 것으로, 이 때문에 전체 지하철 노선도는 없고 각 회사별 노선도만 있었다. 이 노선도들은 도식으로 나타낸 것이 아니었고 단지 일반적인 런던 지도에 노선을 투영한 것이었다. 철도 회사들은 타사와 운행을 통합하지 않았고 운행 홍보를 다같이 공동으로 하지도 않았다. 1908년에 이르러 런던 지하철 전기 철도 회사 (Underground Electric Railways Company of London, UERL)는 '지하철 (Underground)'이란 상표를 공통된 홍보 요인으로 이용하여 다른 네 철도회사와 합동으로 첫 통합 노선도를 발행했다.

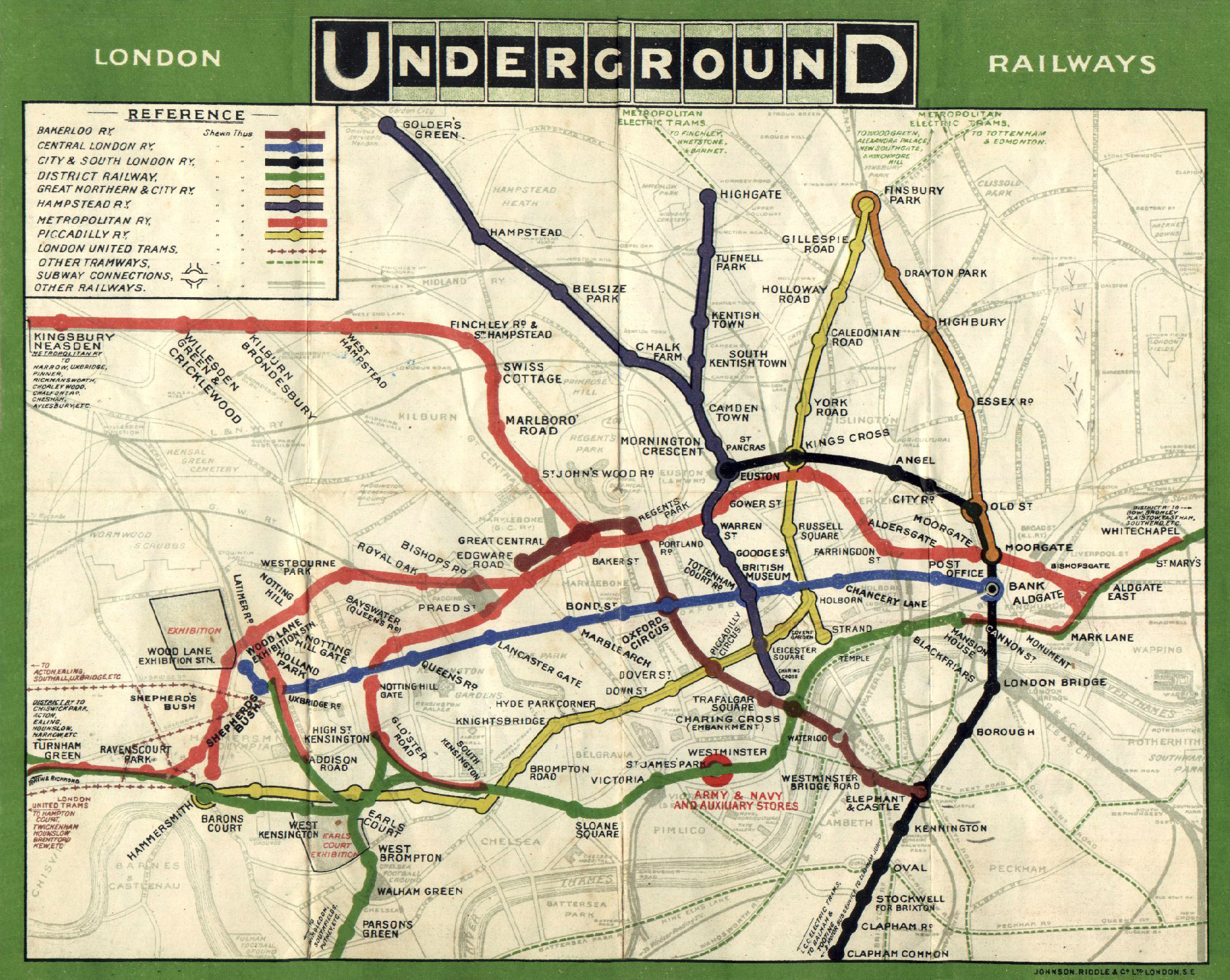
1908년의 노선도

당시 노선도에는 여덟 노선이 표시되었다. UERL은 네 개의 노선을, 나머지 네 회사들은 각각 한 노선씩 운영했는데 다음과 같다.
- UERL 소속 노선
  - 베이컬루 튜브 – 갈색
  - 햄프스테드 튜브 – 남색
  - 피카딜리 튜브 – 노란색
  - 디스트릭트 선 – 초록색
- 기타 노선
  - 센트럴 런던 선 – 파란색
  - 시티 앤 사우스 런던 선 – 검은색
  - 그레이트 노선 앤 시티 선 – 주황색
  - 메트로폴리탄 선 – 붉은색

초창기 노선도는 지리적인 정보를 기반으로 해서 한계가 있었는데, 지도 내 복잡한 중심 지역의 상세도를 충분히 명확하게 하기 위해서 디스트릭트 선과 메트로폴리탄 선이 빠졌고, 이 때문에 전체 지하철 약도가 제공되지 않았다. 이 잘려나간 구간 문제는 거의 반세기가량 남아 있었다. 1933년 해리 벡의 첫 노선도에는 디스트릭트 선과 피카딜리 선의 모든 서쪽 지선들이 처음으로 들어가긴 했으나, 메트로폴리탄 선에서 릭먼스워스 역 이후의 구간은 1938년까지, 디스트릭트 선의 동쪽 끝 구간은 1950년대 중반까지도 노선도에 나타나지 않았다.
경로를 표시한 런던 지하철 지도는 발전을 계속했고 다양한 구성과 예술 방식으로 배포되다가, 1920년에 이르러서는 배경으로 들어가던 지리 상세도가 맥도널드 길이 제작한 노선도에서 빠지게 되었다. 이는 노선과 역을 배치하는 부분에서 디자인이 제한을 받지 않고 더욱 큰 유연성이 가능하게 만들었다. 경로는 더욱 양식화되었지만 자연상 지리에 따른 배치는 대체로 남아 있었다. 1932년판 노선도는 도식 노선도가 도입되기 전에 마지막으로 발행된 지리도였다.

### 벡의 노선도 (1931년)
도식으로 나타낸 런던 도시철도망 노선도는 1931년 런던 지하철에서 직원으로 일하던 해리 벡이 처음으로 디자인했다. 그는 지하철의 철로가 대부분 지하로 달리기 때문에, 한 역에서 다른 역으로 어떻게 가는지 알고 싶어하는 승객들에게는 역의 자연적인 위치 같은 건 상관 없으므로, 철도의 경로를 오직 위상학으로 보는 것이 중요하다는 사실을 알고 있었다. 이러한 접근 방식은 전기 회로도를 바라보는 것과 유사했는데, 벡이 만든 노선도에 영감을 주었던 것은 아니었다. 다만 그의 동료가 둘 사이의 유사점을 지적했고, 벡이 베이컬루 선을 전문용어인 '베이커라이트'로 바꾸는 등 지하철 역을 전기회로의 기호와 이름으로 바꿔놓은 노선도를 장난삼아 한번 만들어냈다.
이 덕분에 벡은 간소화된 노선도를 고안해냈다. 이 노선도는 역과 이들을 잇는 분절된 수직선, 템스강으로 구성되었는데 선은 수직이나 수평 아니면 45도 대각선으로만 그어져 있었다. 벡은 노선도를 알아보기 쉽게 하고 역들 간의 연결을 명확히 하기 위해 일반역과 환승역을 각각 체크 표시와 마름모꼴로 표시하여 구분지었다. 처음에 런던 지하철 사는 그의 제안에 회의적이었다. 노선도 제작 프로젝트는 위탁받지 않은 일종의 여가 프로젝트였으며 1933년에 이르러서야 조그만 팜플렛으로 대중에게 시험삼아 선보였다. 선보이자마자 노선도는 인기를 끌게 되었고, 그 이후로 런던 지하철 사는 지하철 체계를 도해해주기 위해서 위상도를 계속 사용하고 있다.
노선도 제작이 복잡했는데도 불구하고 도판과 카드판 디자인으로 벡이 받았던 돈은 10기니에 불과했다 (5기니는 포스터판 디자인으로 받음). 초반에 성공한 뒤 그는 1960년까지 런던 지하철 노선도의 디자인을 계속 맡았다. 단 예외가 있는데 1939년판 노선도 하나는 한스 셰거가 디자인했으며, 이쪽은 잘 알려져 있지 않다. 그동안 벡은 노선도에 새 노선과 역을 담는 것과 더불어 계속해서 디자인을 바꿔나갔는데, 이를테면 환승역 기호를 마름모에서 원으로 바꾸었고 노선색들도 역시 변경했다 (센트럴 선은 주황색에서 붉은색으로, 베이컬루 선은 붉은색에서 갈색으로 변경). 1960년에 벡이 제작한 최종 디자인은 오늘날의 지도와 상당히 유사하다. 벡은 핀칠리에 거주했고 그로 인해 노던 선의 핀칠리 센트럴 역 남행 승강장에는 벡의 노선도 중 하나가 아직도 보존되어 있다.
1997년에는 벡의 중요성이 사후 인정받았고, 2013년 현재 모든 런던 지하철 노선도에는 '이 약도는 1931년 해리 벡이 구상한 오리지널 디자인을 발전시킨 것입니다 (This diagram is an evolution of the original design conceived in 1931 by Harry Beck)'라는 문구가 인쇄되어 있다.

### 이후의 노선도
1960년부터 벡은 지하철 사의 홍보임원인 해롤드 허치슨과 사이가 틀어졌다. 그해 허치슨은 디자이너가 아니었는데도 자신만의 지하철 노선도를 초안했다. 이 노선도는 벡의 디자인에 있던 부드럽게 굴곡지는 모서리를 없앴고 매우 갑갑한 지역을 몇 부분 만들어냈다 (특히 리버풀 스트리트 역 주변). 그뿐만 아니라 선들도 대개는 직선으로 덜 곧아있었다. 하지만 허치슨은 검은색 환승역 기호 (지하철 환승역은 원, 영국 국철과의 환승역은 사각형)를 도입하여 그 기호에 노선이 다중으로 지나가도록 하기도 했는데, 환승역을 표시할 때 한 노선에 한 원씩 사용하고 해당 노선에 따라 색을 입혔던 벡과는 반대였다.
1964년부터 노선도 디자인 작업은 폴 가버트에게 넘어갔다. 그는 허치슨이 만든 디자인을 싫어해서 벡이 했던 것처럼 자기 여가시간에 노선도를 제작했던 적이 있었다. 가버트의 노선도는 약도에서 곡선과 굽은 부분을 되살려냈지만 허치슨이 만들어낸 환승역 표시인 검은색 원 (단 사각형은 안에 점이 들어간 원으로 대체함)은 유지했다. 가버트는 이후로도 지하철 노선도 제작을 20년 가까이 계속했다. 1986년부터 런던 지하철 노선도에는 디자이너의 성명이 들어가지 않게 되었고, 그 해부터 노선도의 요소가 오늘날의 노선도와 상당히 유사한 모습이 되었다.
표준 런던 지하철 노선도가 웬만한 경우 간선 철도 운행정보를 표시하지 않았던 반면, 1973년 발행된 변형 노선도인 '런던의 철도 (London's Railways)' 노선도는 처음으로 지하철과 지상 철도 운행정보를 벡의 디자인과 거의 유사한 도식형으로 묘사했다. 이 버전은 런던교통홍보성의 팀 디머스가 만들었고 영국 철도와 런던 교통사가 공동으로 협찬했다. 디머스의 노선도는 표준 런던 지하철 노선도를 대체하진 않았지만 보충수단으로 계속 발행되었고, 이후 '런던 연결편 (London Connections)' 노선도로 알려지게 되었다.
이후 수년 간 노선도 변화가 몇 차례 있었다. 최근의 디자인을 보면 도클랜즈 경전철이나 주빌리 선의 연장 구간처럼 지하철 체계에 새로 편입된 노선들로 인한 변화를 반영해 놓았다. 또한 런던 지하철 체계에 들어가지 않는 일부 철도 노선도 포함하고 (아래 참고), 국영 철도와 연결되는 지하철역, 공항 철도 노선, 하천선 노선까지 표시하는 것으로 범위가 확장되어 있다. 어떤 경우 이제는 역들 내 최단 이동거리도 보여주기도 하며, 이들 역 사이의 거리를 보여주는 노선도도 흔하다 (후자는 한때 노선도에 눈에 잘 띄게 표시되기도 했던 뱅크-모뉴먼트 역의 보행 경로를 발전시킨 것이다). 더 나아가 계단 없는 진입로 표시도 노선도 내에 포함된다.

## 같이 보기
- 런던 지하철
- 노선도